# José María Miró
José María Joaquín Pedro Miró Trepat (kat. Josep Maria Miró i Trepat; ur. 15 lub 18 września 1872 w Montevideo, zm. 16 czerwca 1946 w Madrycie) – hiszpański działacz sportowy, polityk, uczestnik igrzysk olimpijskich. Posiadał też obywatelstwo urugwajskie.

## Życiorys
Urodził się w Montevideo, gdzie ochrzczono go 24 grudnia 1872 roku. Był synem Juana Miró Murtró i Teresy Trepat Peix, obydwoje z pochodzenia byli Katalończykami. Jego rodzina wyemigrowała ponownie do Hiszpanii (do Barcelony), gdzie José María studiował prawo. Pracował w rodzinnej firmie związanej z budownictwem (Compañía Miró Trepat, założona w 1835 roku przez jego dziadka).
W październiku 1900 roku założył wraz z kilkoma osobami Sociedad Española de Football – czyli obecny RCD Espanyol. W 1902 roku został prezydentem tego klubu (był następcą Àngela Rodrígueza Ruiza). Pod koniec 1905 roku został wiceprezydentem Asociación de Clubs de Football de Barcelona.
W grudniu 1905 roku zachorował na gruźlicę. Na pewien czas zawiesił swoją działalność sportową i poddał się leczeniu. W lutym 1906 roku był już wiceprzewodniczącym lokalnej federacji strzeleckiej, jednak niebawem zrezygnował z funkcji prezydenta Sociedad Española de Football; była to jedna z przyczyn zamknięcia tego klubu na trzy lata. W połowie 1907 roku, kiedy był już zdrowy, przeniósł się do Sewilli. Cztery lata później wybrano go na przewodniczącego federacji strzeleckiej Kadyksu. W latach 1912–1914 był prezydentem klubu piłkarskiego z Sewilli.
Brał udział tylko w jednych igrzyskach olimpijskich – miały one miejsce w Antwerpii w 1920 roku. Jego nazwisko widnieje w wynikach dwóch konkurencji, obydwu drużynowych. Najwyższe miejsce (6. pozycja) zajął w drużynowym strzelaniu z pistoletu szybkostrzelnego. Niektóre źródła podają, że w zawodach tych uczestniczył Antonio Micó (zamiast Miró). W rzeczywistości Miró zastąpił Micó, który zrezygnował ze względu na chorobę dziecka. Miró był jedynym strzelcem hiszpańskim na tych igrzyskach, który był cywilem (pozostali byli zawodowymi żołnierzami).
W 1927 roku wybrano go do pełnienia funkcji wiceprezydenta Madrytu, otrzymał też mandat radnego tego miasta.
Był żonaty z Montserrat Barbany, z którą miał czworo dzieci (Teresa, José, Laureano i Luis). Laureano i Luis zginęli w wojnie domowej. W wyniku tej wojny śmierć poniósł też jego wnuk Joaquín Lopetedi Miró oraz przyjaciel Antonio Bonilla, uczestnik zawodów olimpijskich w 1920 roku. José María Miró zmarł tuż po II wojnie światowej.

## Wyniki olimpijskie
| Igrzyska | Konkurencja                              | Wynik                | Miejsce    | Źródło |
| -------- | ---------------------------------------- | -------------------- | ---------- | ------ |
| IO 1920  | Pistolet szybkostrzelny, 30 m, drużynowo | 1224 punkty (druż.)  | 6 (na 9)   | [ 3 ]  |
| IO 1920  | Pistolet dowolny, 50 m, drużynowo        | 2010 punktów (druż.) | 12 (na 13) | [ 4 ]  |